# Yoon Bit-garam
Yoon Bit-garam (hangul: 윤빛가람), född 7 maj 1990 i Changwon, är en sydkoreansk fotbollsspelare som spelar för Jeju United. Han har tidigare spelat för bland annat Gyeongnam FC, Seongnam Ilhwa Chunma och Yanbian Fude. Han har även representerat Sydkoreas landslag.